# Tachina brevipalpis
Tachina brevipalpis är en tvåvingeart som först beskrevs av Louis-Paul Mesnil 1953.  Tachina brevipalpis ingår i släktet Tachina och familjen parasitflugor. Inga underarter finns listade i Catalogue of Life.